# Camilo Santana
Camilo Santana, né le 3 juin 1968 à Crato, est un agronome, professeur et homme politique brésilien. Il est ministre de l'Éducation dans le troisième gouvernement de Lula depuis le 1er janvier 2023.
Débutant son parcours au PSB, il rejoint ensuite le PT en 2002 et poursuit son parcours politique local et devient en 2015 gouverneur de Ceará, réélu en 2018 et jusqu'en 2022. Il est élu sénateur en 2022.

## Biographie

### Parcours professionnel
Camilo Santana est né à Crato, fils d'Eudoro Walter de Santana et d'Ermengarda Maria de Amorim Sobreira, il mène des études en agronomie et sort diplômé de l'université fédérale du Ceará, il est également titulaire d'une maitrise en développement et environnement dans la même université.
Il a été professeur au FATEC Cariri et a été chargé, en tant que fonctionnaire fédéral, la surintendance adjointe de l'Institut brésilien de l'environnement et des ressources naturelles renouvelables à Ceará en 2003 et 2004. Il a été ensuite nommé secrétaire au développement agraire de l'État de Ceará dans le gouvernement du gouverneur Cid Gomes (pt) (PSB), du 1er février 2007 au 31 décembre 2010.
En tant que secrétaire au développement agraire, Camilo Santana a eu une gestion lié aux mouvements sociaux et a mis en place et renforcé des programmes de développements destiné aux agriculteurs.

### Parcours politique

#### Élu local
Camilo Santana commence son parcours politique au Parti socialiste brésilien entre 1990 et 2002, il échoue à deux reprises à être élu à la mairie de Barbalha en 2000 et 2004. Il rejoint le PT en 2002.
En 2006, il contribue à la victoire Cid Gomes (pt) en tant que gouverneur de l'État de Ceará. En 2010, il est élu député d'État de Ceará, étant l'homme politique le plus voté avec 131 171 voix. Lors de son mandat, il est nommé Secrétaire des Villes au sein du gouvernement de Cid Gomes (pt) en 2012.

#### Gouverneur de l'État de Ceará
La candidature de Camilo Santana pour l'élection de gouverneur de l'État de Ceará en octobre 2014 a été officialisée le 29 juin 2014 à Fortaleza, lors d'une réunion entre les partis PROS et le PT et d'autres partis alliés de la coalition dirigée par le gouverneur Cid Gomes (pt).
La réunion de la coalition a été marquée par l'incertitude des nominations des candidats aux fonctions de sénateur et de vice-gouverneur. Camilo Santana avait déjà été envisagé pour être candidat en tant que gouverneur, mais ne figurait pas sur la liste des favoris, composée uniquement des membres du PROS.
Au premier tour des élections pour la fonction de gouverneur en 2014, Camilo Santana mène une large coalition composée de la gauche (PT, PDT, PCdoB, PV) et du centrão (PRB, PTB, PSL, PSD). À l'issue du premier tour, Camilo Santana se place de peu devant avec 47,81% des suffrages face à Eunício Oliveira (pt) (PMDB) avec 46,41% des suffrages. Lors du second tour, Camilo Santana obtient 53,35% des suffrages, contre 46,65% pour Eunício. Il est élu le 26 octobre 2014.
En 2015, au plus fort de l'intérêt politique pour l'installation de LATAM Airlines Brasil (pont de liaisons aériennes internationales) à Fortaleza dans son État, contre les intérêts des États de Rio Grande do Norte et du Pernambuco, Camilo Santana mène une réunion commune et réussit à réunir d'anciens gouverneurs de tous bords politiques, tels que Tasso Jereissati (pt) et Francisco Aguiar (pt) (PSDB), Cid Gomes (pt) (PSB), et enfin Gonzaga Mota (pt) (PDS) pour défendre l'installation de l'entreprise.

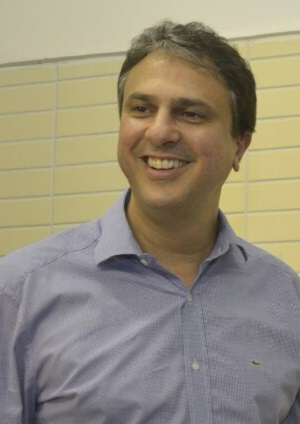
Camilo Santana en juillet 2015.

Lors de l'élection municipale de 2016 à Fortaleza, Camilo Santana s'oppose à son parti et soutient la réélection du maire Roberto Cláudio (pt) (PDT) face à la candidature de Luizianne Lins (pt) (PT). Derrière ce soutien, c'est un enjeu de politique locale, le PDT et surtout Roberto Cláudio (pt) ayant soutenu sa candidature en tant que gouverneur en 2014.
Le 5 août 2018, Camilo Santana a été à nouveau approuvé comme candidat à la réélection en tant que gouverneur de Ceará. Le 7 octobre, il a été réélu gouverneur avec 79,96% des suffrages valides (3 457 556 voix), face à son principal adversaire, le général Théophile (PSDB), qui a obtenu 488 438 voix, soit 11,30% des suffrages.

#### Émeute de la Police militaire
En 2020, il fait face à une émeute de la police militaire du Ceará . Les policiers, sous la direction politique de l'ancien député Cabo Sabino (pt), décident de se mutiner, exigeant une augmentation de salaire. La proposition a été discutée par le gouvernement de l'État et par les représentants de la police, qui ont affirmé que leurs salaires seraient inférieurs à ceux de l'année précédente, en raison de l'inflation. L'émeute a obtenu un soutien indirect du gouvernement Bolsonaro sur les réseaux sociaux, étant réprimandé par plusieurs médias et par dirigeants de gauche,.
L'émeute a duré treize jours, à partir du 13 décembre 2019, et a eu des répercussions nationales en raison de l'augmentation de la violence dans l'État et de l'inefficacité du gouvernement de l'État à résoudre le problème. Face à l'aggravation de la crise, le gouverneur Camilo Santana a envoyé à l'Assemblée législative de l'État une proposition d'augmentation de salaires des policiers militaires de 3,2 mille à 4,2 mille Réal brésilien, avec plusieurs réajustements possibles jusqu'en 2022, la proposition a été rejetée par l'Assemblée.
Le mouvement des émeutiers de la police militaire a également connu des épisodes violents, avec l'exemple de l'actuel sénateur et ancien gouverneur de l'État Cid Gomes (pt) (PDT) qui a utilisé une pelle mécanique hydraulique pour tenter de disperser les émeutiers face à un bataillon de police à Sobral, le sénateur a été blessé de deux balles dans la cage thoracique. Devant l'aggravation de la situation et la difficulté d'obtenir une solution, le gouverneur Camilo Santana a demandé à Jair Bolsonaro d'envoyer la Force nationale pour la garantie de l'ordre public (pt). Après plusieurs jours d'arrêt, l'émeute s'est terminée sans aucun gain, puisque les clauses de l'accord signé sont déjà éléments garantis dans la législation actuelle,.

#### Politique éducative reconnue dans l'État

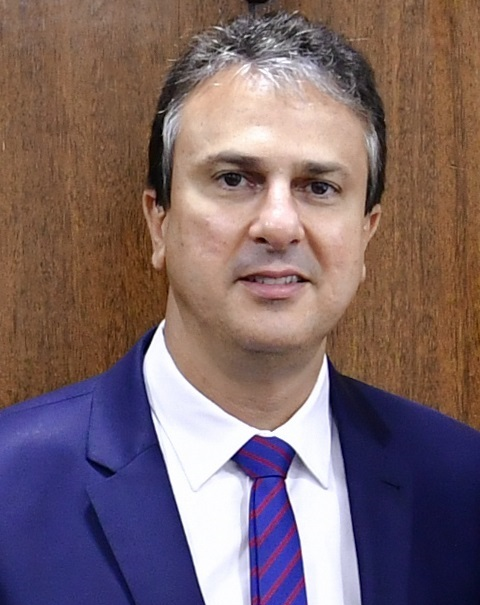
Camilo Santana en octobre 2018.

Parmi les bilans reconnus nationalement et internationalement en tant que gouverneur, figure en première place la politique éducative incitative de Camilo Santana, saluée par de nombreux spécialistes, dont la politique réside dans une négociation entre l'État et les municipalités,.
Les principales lois adoptées sont notamment l'école à plein temps, une universalisation de l'enseignement public à temps plein, une alphabétisation à un âge précoce et la gestion du suivi et de l'accompagnement des enseignants. Au sein de l'école élémentaire, le taux de réussite est passé à 3,2 à 7% entre 2005 et 2022. L'État de Ceará compte 80 des 100 meilleures écoles publiques du Brésil.

#### Sénateur
Le 2 avril 2022, Camilo Santana quitte sa fonction de gouverneur de l'État en raison de la date limite de son incompatibilité afin de pouvoir être candidat au Sénat fédéral. Il a remis ses fonctions à la vice-gouverneure Izolda Cela (PDT) lors d'une cérémonie tenue à l'Assemblée législative du Ceará.
Camilo Santana avait exprimé sa préférence pour la réélection d'Izolda, mais le PDT a finalement choisi Roberto Cláudio (pt), ancien maire de Fortaleza. Le 25 juillet 2022, le PT officialise la rupture avec le PDT et choisi Elmano de Freitas (pt) (PT) comme candidat. Ce dernier est finalement élu.
Lors des élections parlementaires de 2022, Camilo Santana est élu sénateur du Ceará, avec notamment le soutien des deux coalitions du Brésil de l'espoir et de la Fédération PSOL REDE, il est élu avec 3 389 513 voix (69,80% des suffrages exprimés).

#### Ministre de l'Éducation
Le 19 décembre 2022, lors d'une réunion tenue à Brasilia, le président élu Lula choisi Camilo Santana comme ministre de l'Éducation, tandis que Izolda Cela, un temps pressentie comme ministre, est nommée à la tête du Secrétariat exécutive du ministère de l'Éducation.
Le 22 décembre, Lula annonce officiellement Camilo Santana comme ministre de l'Éducation, il prend ses fonctions le 1er janvier 2023.